# Cauverville-en-Roumois
Cauverville-en-Roumois is een gemeente in het Franse departement Eure (regio Normandië) en telt 171 inwoners (1999). De plaats maakt deel uit van het arrondissement Bernay.

## Geografie
De oppervlakte van Cauverville-en-Roumois bedraagt 3,2 km², de bevolkingsdichtheid is 53,4 inwoners per km².
De onderstaande kaart toont de ligging van Cauverville-en-Roumois met de belangrijkste infrastructuur en aangrenzende gemeenten.

## Demografie
Onderstaande figuur toont het verloop van het inwonertal (bron: INSEE-tellingen).